# Червоноволоцька сільська рада
Червоноволоцька сільська рада — колишня адміністративно-територіальна одиниця та орган місцевого самоврядування в Олевському і Лугинському районах Коростенської і Волинської округ, Київської й Житомирської областей Української РСР та України з адміністративним центром у с. Червона Волока.

## Населені пункти
Сільській раді підпорядковувались населені пункти:
- с. Червона Волока
- с. Бобричі
- с. Волошине
- с. Красносілка

## Населення
Кількість населення ради станом на 1923 рік становила 2 090 осіб, кількість дворів — 312.
Відповідно до результатів перепису населення СРСР, кількість населення ради станом на 12 січня 1989 року становила 1 419 осіб.
Станом на 5 грудня 2001 року, відповідно до перепису населення України, кількість мешканців сільської ради становила 1 090 осіб.

## Склад ради
Рада складалася з 16 депутатів та голови.

### Керівний склад сільської ради
| ПІБ                          | Основні відомості                                                 | Дата обрання | Дата звільнення |
| ---------------------------- | ----------------------------------------------------------------- | ------------ | --------------- |
| Костюк Михайло Володимирович | Сільський голова, 1962 року народження, освіта, безпартійний      | 26.03.2006   | 31.10.2010      |
| Костюк Михайло Володимирович | Сільський голова, 1962 року народження, освіта вища, безпартійний | 31.10.2010   |                 |

Примітка: таблиця складена за даними джерела

## Історія
Створена 1923 року в складі сіл Новаки (згодом — Старі Новаки) та Червона Волока Білокуровицької волості Коростенського повіту Волинської губернії. 17 грудня 1926 року в підпорядкуванні ради значилися хутори Зелене та Шибенне. У 1941 році в с. Старі Новаки утворено окрему Староноваківську сільську раду Лугинського району. На 1 жовтня 1941 року х. Шибенне не перебував на обліку населених пунктів.
Станом на 1 вересня 1946 року сільська рада входила до складу Лугинського району Житомирської області, на обліку в раді перебували села Волошине та Червона Волока, х. Зелене не перебував на обліку населених пунктів.
2 вересня 1954 року, відповідно до рішення Житомирського облвиконкому № 1087 «Про перечислення населених пунктів в межах районів Житомирської області», с. Волошине передане до складу Бобрицької сільської ради Лугинського району. 5 березня 1959 року, відповідно до рішення Житомирського облвиконкому № 161 «Про ліквідацію та зміну адміністративно-територіального поділу окремих сільських рад області», підпорядковано села Бобричі, Волошине та Красносілка ліквідованої Бобрицької сільської ради Лугинського району.
На 1 січня 1972 року сільська рада входила до складу Лугинського району Житомирської області, на обліку в раді перебували села Бобричі, Волошине, Красносілка та Червона Волока.
2018 року територію та населені пункти ради включено до складу Лугинської селищної територіальної громади Лугинського району Житомирської області.
Входила до складу Олевського (7.03.1923 р., 30.12.1962 р.) та Лугинського (25.08.1923 р., 8.12.1966 р.) районів.